# 春日部夢の森公園
春日部夢の森公園（かすかべゆめのもりこうえん）は、埼玉県春日部市下大増新田にある埼玉県営の都市公園。春日部市内では最も大きな公園となる。

## 概要
公園の所在地はさいたま市岩槻区との境界に近く、かつては水田であった。埼玉県営公園として都市計画決定16ヘクタール (ha)、2010年（平成22年）より整備事業を開始、道路を挟んで南側と北側に分かれる形で整備され、県営31か所目の公園として2021年（令和3年）10月1日に南側公園7.9 haが部分開園、2023年（令和5年）3月31日に北側公園が開園し全面開園した。両エリアとも調節池（北池・南池）が整備され、芝生広場や築山などが設けられた。管理棟は南側に所在する。指定管理者制度に基づき、日本環境マネジメント株式会社が管理・運営を行っている。 
『みどりの少ない都市部において「みどり再生のシンボル」となる、「新たな森」を創出する』をコンセプトに整備され、 『ふれあいの森〜人と自然、人と人のつながりを継承する〜』を新しいコンセプトにして、県民参加の推進により、森づくりを通じた「人と自然」「人と人」の関わりを促進し、持続的なライフスタイルや生き生きとした地域社会の創出を目指すとした。整備事業時の仮称は、『新たな森公園』であった。公園名は、森づくり活動に参加している近隣の小学校4校および有識者などで構成する「新たな森づくり協議会」から6案の候補を出し、その中から公募により決定した。 他の候補名は、「春日部大自然公園」、「春日部はぐくみの森公園」、「春日部ふるさとの森公園」、「春日部みんなの森公園」、「ゆったり青空かすかべ公園」であった。

## 園内施設

### 北園
駐車場（50台、障がい者用2台を含む）、休憩舎、築山、里山、調整池、トイレ（2箇所）

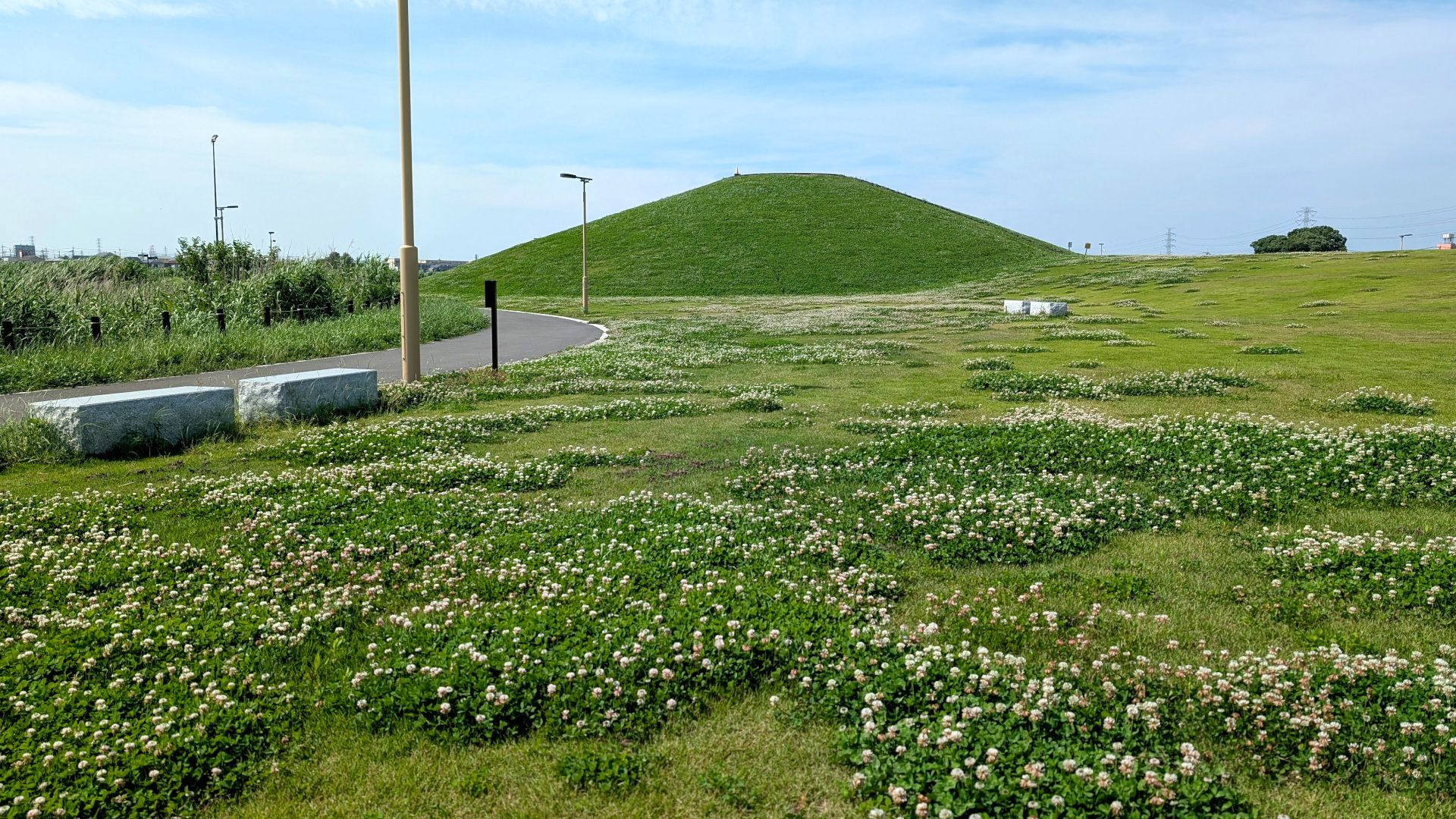
北園築山とシロツメクサ
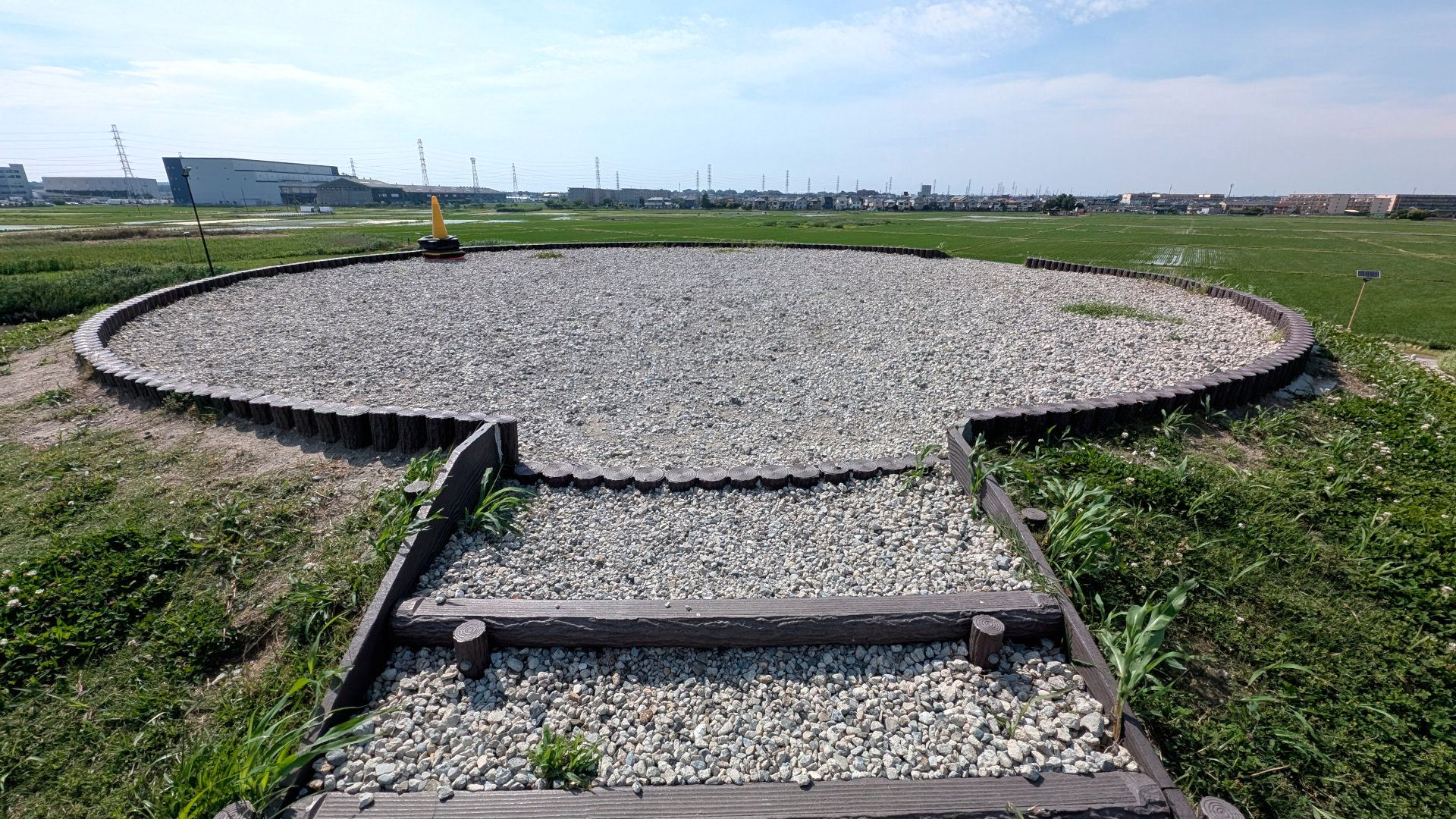
北園築山の頂上
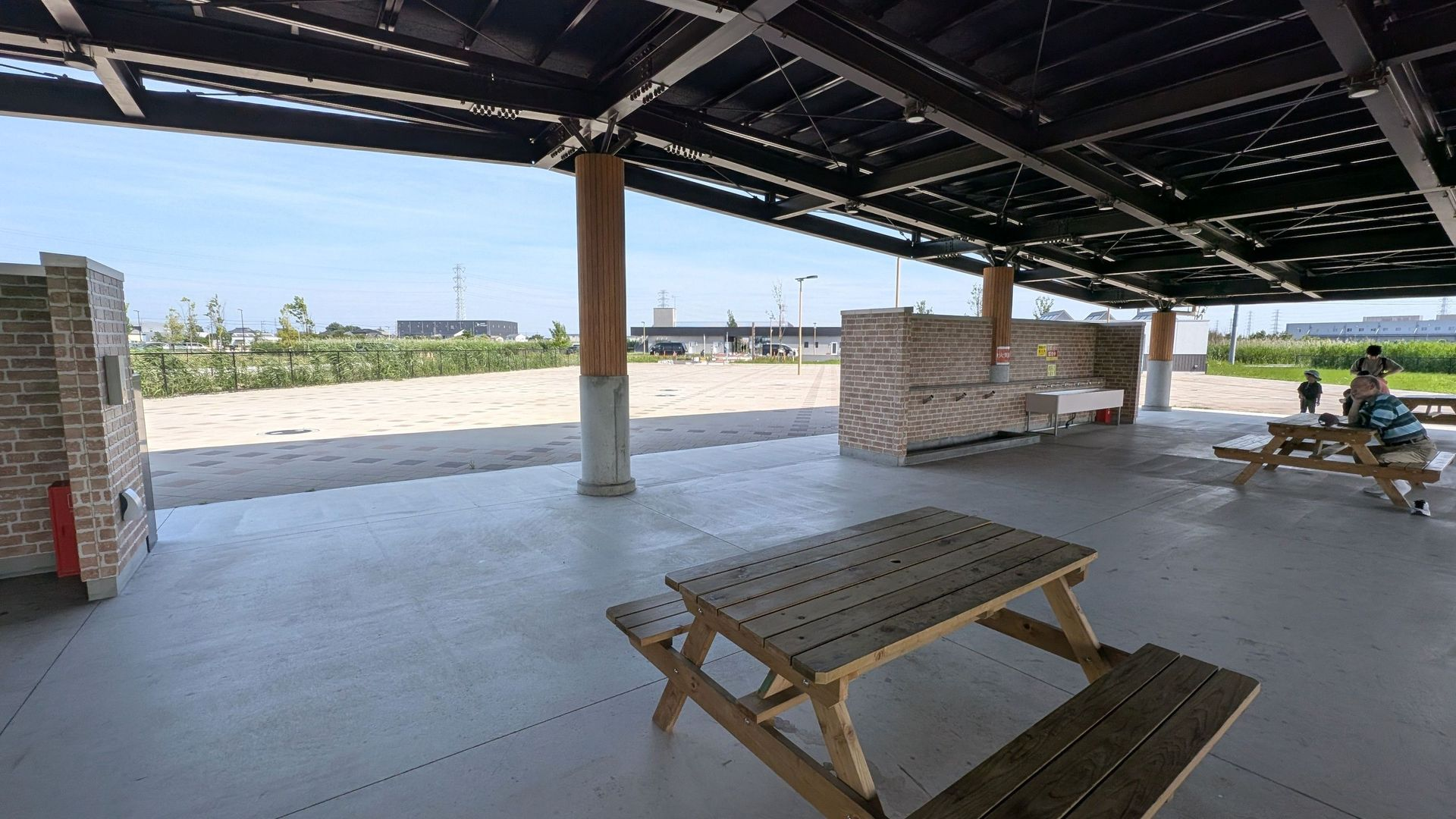
北園の休憩舎内部

### 南園
管理棟、駐車場（南側：45台、管理棟側：35台〈障がい者用2台を含む〉）、駐輪場、森づくりエリア、調整池、芝生広場、活動広場、築山、トイレ（2か所）

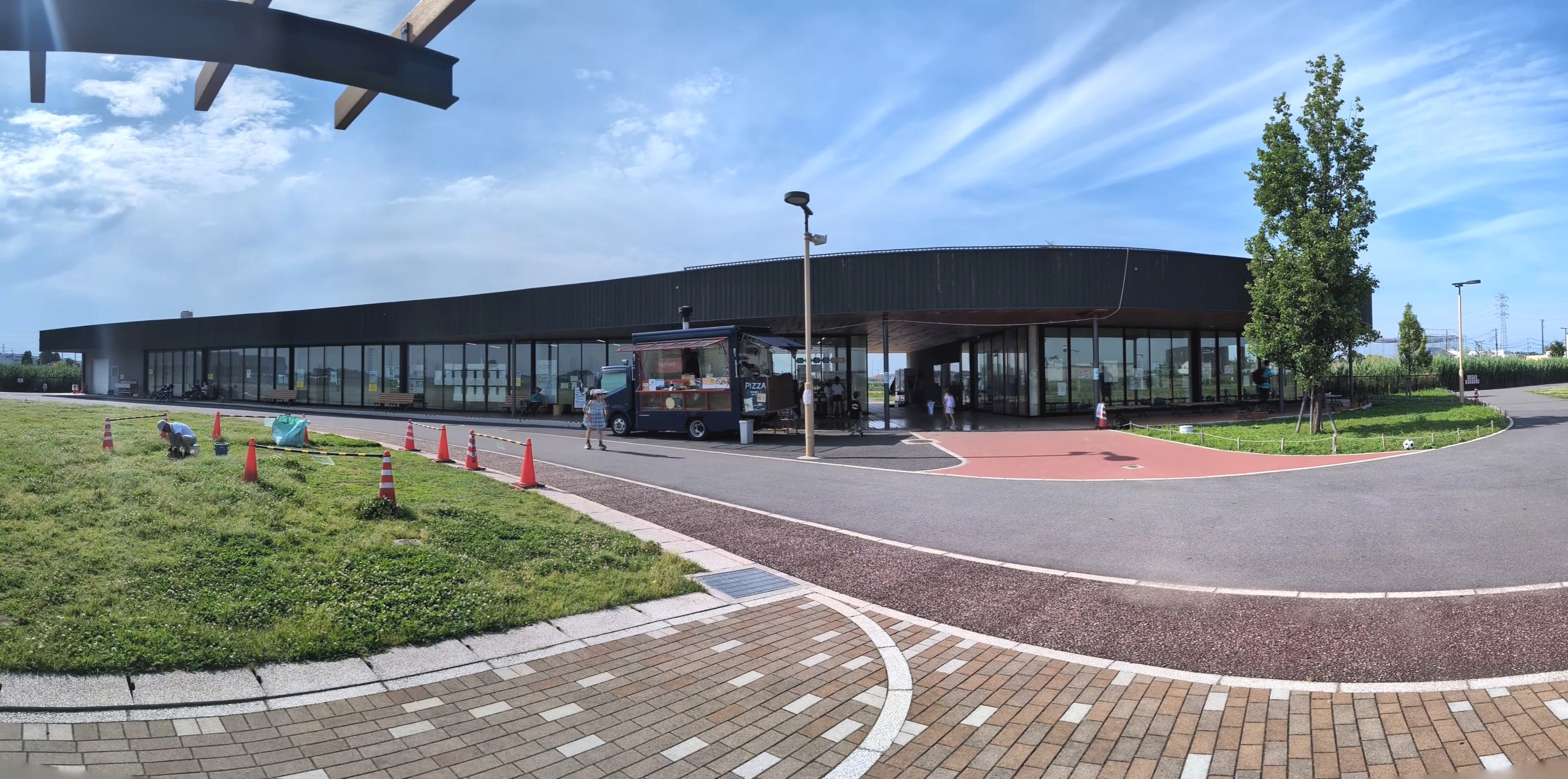
南園の管理棟
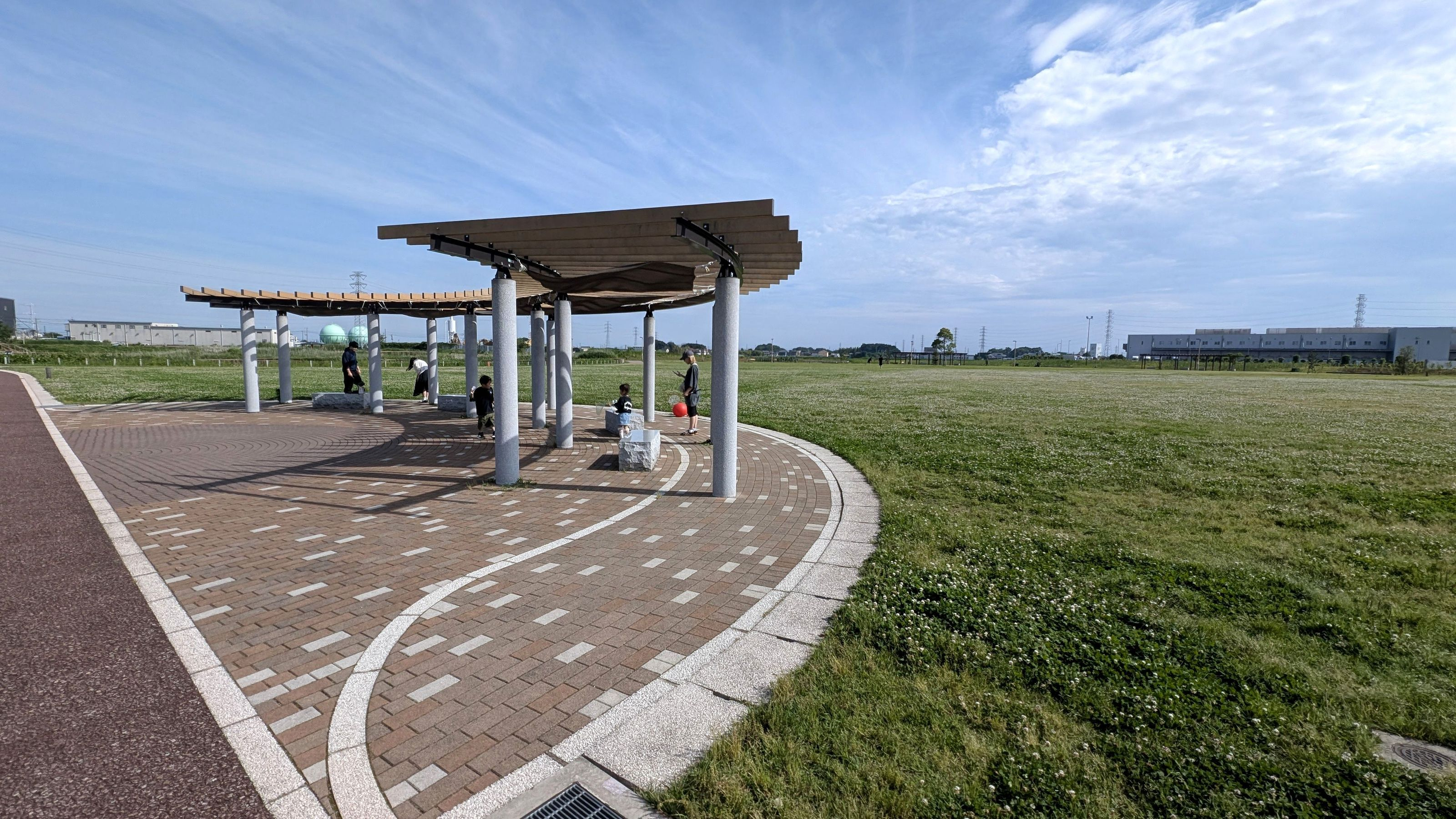
南園・芝生広場の休憩所
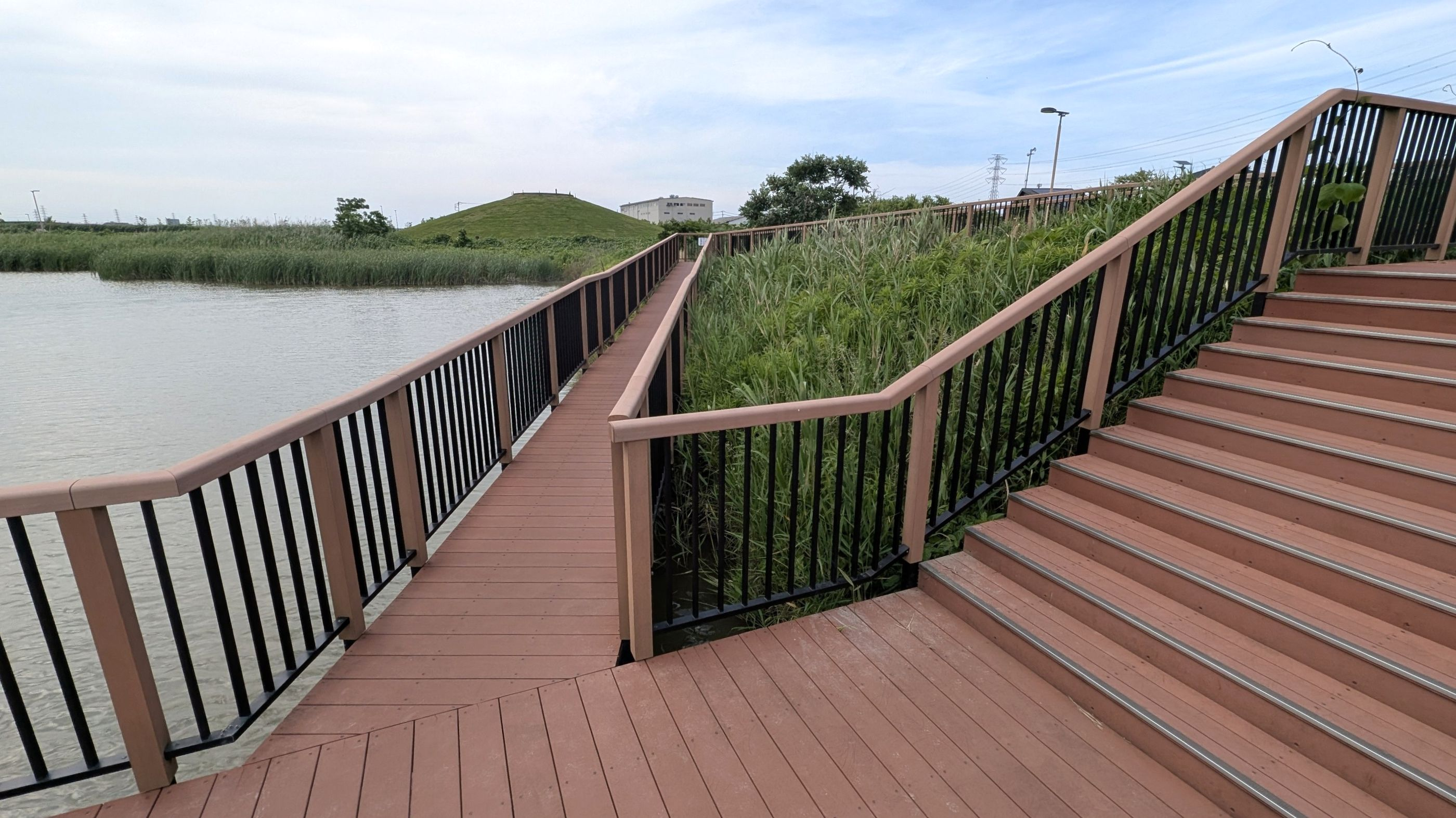
南園の南池の木橋
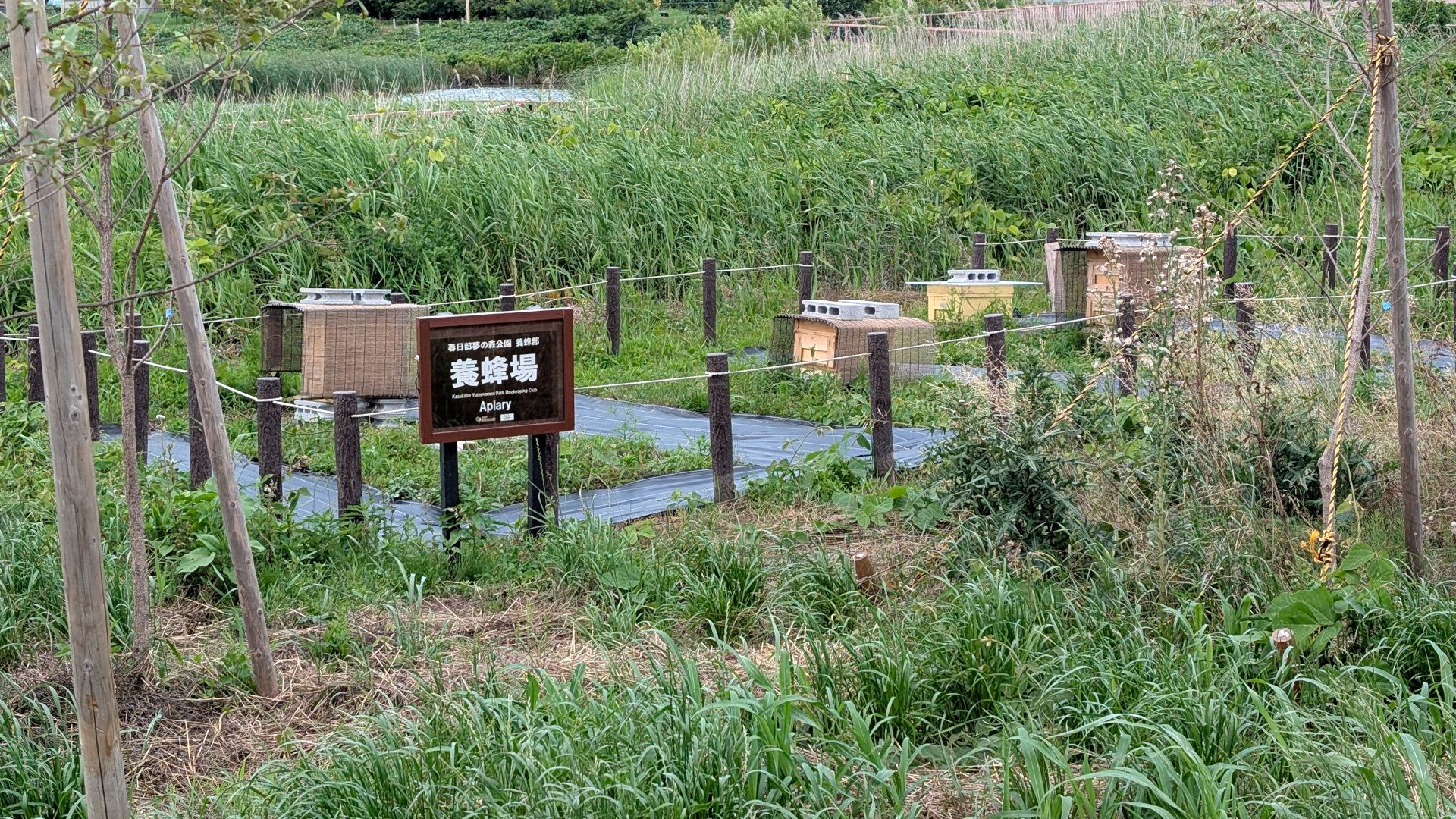
南園の養蜂場

#### 管理棟（南園内）
受付、売店、ギャラリー、工作、実験コーナー、図書コーナー、レンタルサービス、自動販売機（飲料・アイス）、授乳室、シャワールーム

#### フリースペース(南園内)
開放時間は10時から16時まで。休憩などに利用。
夢の森公園パノラマ
- 南園築山から南池方向を俯瞰
- 北園築山から北池方向を俯瞰

## 夢の森公園での協働活動
特徴として、県民、企業、団体、学校などが県と協働で整備・管理を行うことが挙げられる。当面は森づくりのための苗木を育てて植樹していくことが活動の中心となり、将来的には下草刈りなどの日常管理や間伐などの維持管理に至るまで、さまざまな形で関わっていくことになる。
すでに2016年（平成28年）から、団体や小学生がドングリを育て植樹する「森づくり活動」に取り組んでいる。市内の小学校児童たちにより公園や学校内で拾ったドングリを1粒ずつ植え付けて、2年間かけて大切に育てた苗木を園内に植樹している。
2022年（令和4年）3月8日には、高校生と中学生合わせて116人のボランティアにより、シラカシ、コナラ、クヌギを計81本植樹した。さらに、30本の木の移植（木の植える場所を別の場所へと移動させることで木の生育を安定させる）を行っている。

## アクセス
- 公共交通機関
  - 東武野田線（東武アーバンパークライン）「豊春駅」下車、約2.1 km
  - 東武伊勢崎線（東武スカイツリーライン）「一ノ割駅」下車、約3.3 km
  - 東武伊勢崎線（東武スカイツリーライン）「武里駅」下車、約3.6 km
  - 東武伊勢崎線（東武スカイツリーライン）・東武野田線（東武アーバンパークライン）「春日部駅」西口から朝日バスかすかべ温泉行またはウィング・ハット春日部行に乗車、「かすかべ温泉」停留所下車
- 自動車
  - 東北自動車道「岩槻インターチェンジ」から5.5 km
  - 国道16号「増戸（北）交差点」を南東方面へ約1.1 km
  - 駐車場130台（東側45台、管理棟側35台、北園50台）

## 周辺施設
- さいたま市岩槻川通公園野球場
- 春日部共栄中学校・高等学校